# Zaherit
Zaherit ist ein sehr selten vorkommendes Mineral aus der Mineralklasse der „Sulfate“ mit der chemischen Zusammensetzung Al12[(OH)26|(SO4)5]·20H2O und damit chemisch gesehen ein wasserhaltiges Aluminium-Sulfat mit zusätzlichen Hydroxidionen.
Zaherit kristallisiert im triklinen Kristallsystem, entwickelt jedoch nur mikroskopisch kleine, faserige bis tafelige Kristallite von einigen hundert Mikrometern und konnte bisher nur in Form dichter und extrem feinkörniger Mineral-Aggregate mit welliger Textur gefunden werden. In reiner Form ist Zaherit farblos und durchsichtig. Durch vielfache Lichtbrechung aufgrund der polykristallinen Ausbildung erscheint er jedoch meist durchscheinend kalkweiß und kann durch Fremdbeimengungen eine hellbläulichgrüne Farbe annehmen. Die Oberflächen der Zaherit-Aggregate weisen einen perlmuttähnlichen Glanz auf oder sind erdig-matt.

## Etymologie und Geschichte
Erstmals entdeckt wurde Zaherit 1969 von Mohammed Abduz Zaher (* 1935) von der Geological Survey of Bangladesh in Tonmineral-Proben aus dem Salzgebirge der pakistanischen Provinz Punjab. In seiner unveröffentlichten Masterarbeit präsentierte er seine Untersuchungsergebnisse und postulierte aufgrund der Röntgenbeugungsdaten ein neues Mineral, das er als wasserhaltiges Aluminiumsilikat oder -oxid ansah.
Eine erste vollständige Analyse führten A. P. Routsala und L. L. Babcock durch, die dem neuen Mineral zu Ehren seines Entdeckers den Namen Zaherit gaben. Routsala und Babcock reichten ihre Untersuchungsergebnisse sowie den gewählten Namen zur Prüfung bei der International Mineralogical Association (IMA) ein, die es mit der internen Eingangs-Nr. 1977-002 noch im selben Jahr als eigenständige Mineralart anerkannte. Die Publikation der Erstbeschreibung erfolgte ebenfalls im selben Jahr im Fachmagazin American Mineralogist.
Das Typmaterial des Minerals wird im National Museum of Natural History in Washington, D.C (USA) unter der Katalog-Nr. 143793 aufbewahrt.

## Klassifikation
In der veralteten 8. Auflage der Mineralsystematik nach Strunz war der Zaherit noch nicht aufgeführt.
In der zuletzt 2018 überarbeiteten Lapis-Systematik nach Stefan Weiß, die formal auf der alten Systematik von Karl Hugo Strunz in der 8. Auflage basiert, erhielt das Mineral die System- und Mineralnummer VI/D.06-080. Dies entspricht der Klasse der „Sulfate, Chromate, Molybdate und Wolframate“ und dort der Abteilung „Wasserhaltige Sulfate, mit fremden Anionen“, wo Zaherit zusammen mit Aluminit, Felsőbányait, Hydrobasaluminit, Jurbanit, Khademit, Mangazeit, Meta-aluminit, Riotintoit, Rostit und Vendidait eine unbenannte Gruppe mit der Systemnummer VI/D.06 bildet.
Die von der International Mineralogical Association (IMA) zuletzt 2009 aktualisierte 9. Auflage der Strunz’schen Mineralsystematik ordnet den Zaherit in die Klasse der „Sulfate (Selenate, Tellurate, Chromate, Molybdate und Wolframate)“ und dort in die Abteilung „Sulfate (Selenate usw.) mit zusätzlichen Anionen, mit H2O“ ein. Hier ist das Mineral in der Unterabteilung „Mit ausschließlich mittelgroßen Kationen; unklassifiziert“ zu finden, wo es als einziges Mitglied eine unbenannte Gruppe mit der Systemnummer 7.DE.65 bildet.
In der vorwiegend im englischen Sprachraum gebräuchlichen Systematik der Minerale nach Dana hat Zaherit die System- und Mineralnummer 31.10.03.01. Das entspricht der Klasse der „Sulfate, Chromate und Molybdate“ und dort der Abteilung „Wasserhaltige Sulfate mit Hydroxyl oder Halogen“. Hier findet er sich innerhalb der Unterabteilung „Verschiedene wasserhaltige Sulfate mit Hydroxyl oder Halogen“ als einziges Mitglied in einer unbenannten Gruppe mit der Systemnummer 31.10.03.

## Kristallstruktur
Zaherit kristallisiert triklin in der Raumgruppe P1 (Raumgruppen-Nr. 1) oder P1 (Nr. 2) mit den Gitterparametern a = 18,47 Å; b = 19,45 Å; c = 3,77 Å; α = 95,2°; β = 91,5° und γ = 80,2° sowie einer Formeleinheit pro Elementarzelle.

## Bildung und Fundorte
An seiner Typlokalität im Salzgebirge von Punjab, Pakistan, fand sich Zaherit in kleinen Mineral-Äderchen, die die Kaolinit-, Böhmit- und Aluminit-haltigen Gesteine durchziehen.
Im Tagebau Hotson 6, einer Sillimanit-Grube etwa 65 km westlich von Pofadder im Bosmanland der südafrikanischen Provinz Nordkap bildete sich Zaherit in Begleitung von Hotsonit als Umwandlungsprodukt von Natroalunit oder durch hydrothermale Sulfatierung von Sillimanit.
Der bisher einzige weitere bekannte Fundort (Stand 2018) für Zaherit ist die Grotta dell'Allume auf der italienischen Insel Vulcano vor der Nordküste von Sizilien.